# Cal Roig (Riba-roja d'Ebre)
Cal Roig és una casa de Riba-roja d'Ebre (Ribera d'Ebre) inclosa a l'Inventari del Patrimoni Arquitectònic de Catalunya.

## Descripció
Situat a la plaça d'Espanya, davant l'església parroquial. Edifici entre mitgeres de tres crugies, una de les quals va ser afegida amb posterioritat. En el seu eix, les finestres són de factura moderna amb un únic balcó al primer pis, i no presenta ràfec. La casa consta de planta baixa, tres pisos i golfes i té la coberta a dues vessants amb el carener paral·lel a la façana. Totes les obertures són d'arc pla arrebossat, inclosos els portals, dels quals un incorpora la data "MDCCCLXIII" a la llinda. Els finestrals del primer i segon pis tenen sortida a un únic balcó de baranes forjades i ampit motllurat, que és sostingut amb mènsules. Al tercer pis, els dos finestrals tenen sortida a balcons de les mateixes característiques. El ràfec queda rematat per una senzilla cornisa. L'acabat exterior és arrebossat i pintat.